# États clients des empires centraux

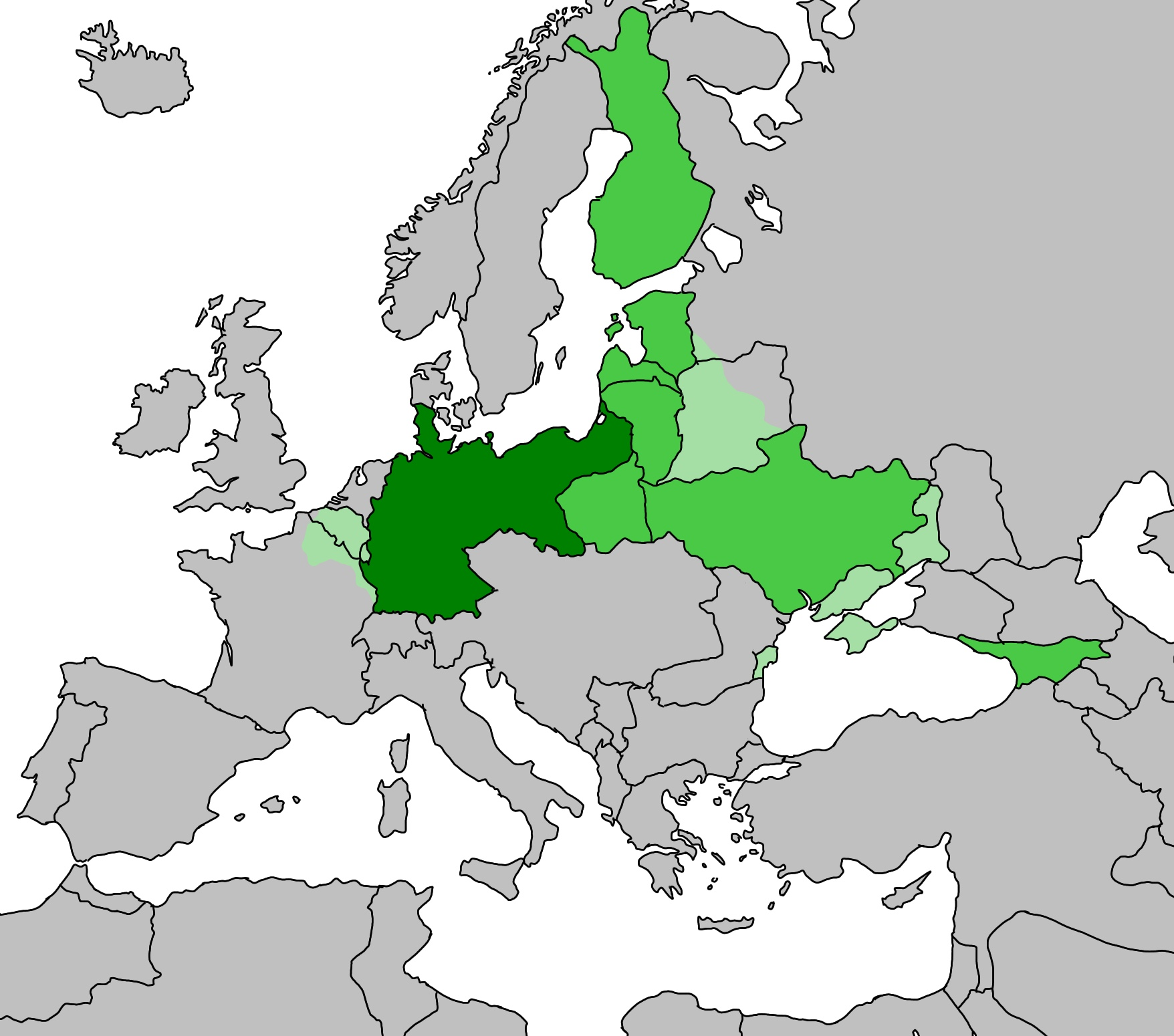
L'empire allemand et ses états clients en 1918

Les États client des empires centraux sont les États fantoches dirigés par les membres des empires centraux pendant la Première Guerre mondiale et la guerre civile russe. 

## Pologne
Le royaume de Pologne est un projet étatique de l'Empire allemand et de l'Empire austro-hongrois visant à justifier l'occupation austro-allemande en recréant la Pologne. Le royaume est proclamé en novembre 1916 pendant la campagne de Russie par Guillaume II et François-Joseph sur les territoires du gouvernement général de Lublin et du gouvernement général de Varsovie. 

## États clients de l'Empire allemand
Le royaume de Lituanie est une monarchie dirigée par le duc Guillaume d'Urach nommé Mindaugas II. Il est créé en février 1918après le traité de Brest-Litovsk et dissous en novembre pour créer une république.
La République populaire biélorusse est une république donnée à l'Allemagne par Lénine dans le cadre du traité de paix. Elle est créée en mars 1918 puis annexée par l'Union soviétique en janvier 1919.
L'État ukrainien ou Hetmanat est un gouvernement ukrainien antibolchevique installé après le renversement du gouvernement de la République populaire ukrainienne. Il est créé par Pavlo Skoropadsky avec le soutien de l'Allemagne et des cosaques en avril 1918. Les insurgés soutenant le Directoire s'emparent de Kiev en décembre 1918 et le régime de l'Hetmanat chute.
Le royaume de Finlande est une monarchie créée en décembre 1917 dirigée au départ par Charles Ier. L'Allemagne soutient son indépendance et l'aide dans la guerre civile contre les communistes. Elle devient une république en juillet 1919.
Le Duché balte uni est un duché fantoche du Reich allemand qui s'étend sur les actuelles Estonie et Lettonie. Il est créé en mars 1918 lors du traité germano-russe. La Lettonie et l'Estonie prennent leurs indépendances en novembre.
La république du Don puis territoire de la grande armée du Don est une république antibolchevique créée par l'armée blanche pendant la guerre civile russe. Elle est créée en mai 1918 et est dirigée successivement par Piotr Krasnov puis par Afrikan Bogaïevski. Le Don est envahi par les soviétiques en octobre 1920.
La république démocratique de Géorgie est une république fondée en mai 1918 après la chute de l'Empire russe. Elle devient la république socialiste soviétique de Géorgie en 1921.
L'Ober Ost, abréviation de l'allemand ''Oberbefehlshaber der gesamten Deutschen Streitkräfte im Osten'', est un territoire russe occupé militairement par l'Empire allemand. Il est dirigé par Hindenburg puis par Leopold de Bavière. En 1918, il est divisé en 3 zones: Lituanie, Courlande et Bialystoc-Grodno. Il disparaît après l'indépendance des pays le constituant.
Le duché de Courlande et Sémigalle est un État-client allemand basé sur l'ancien duché de Courlande. Il prend son indépendance de l'Ober Ost au début de 1918 puis il est incorporé au duché balte uni le 22 septembre.

## États clients de l'Empire ottoman

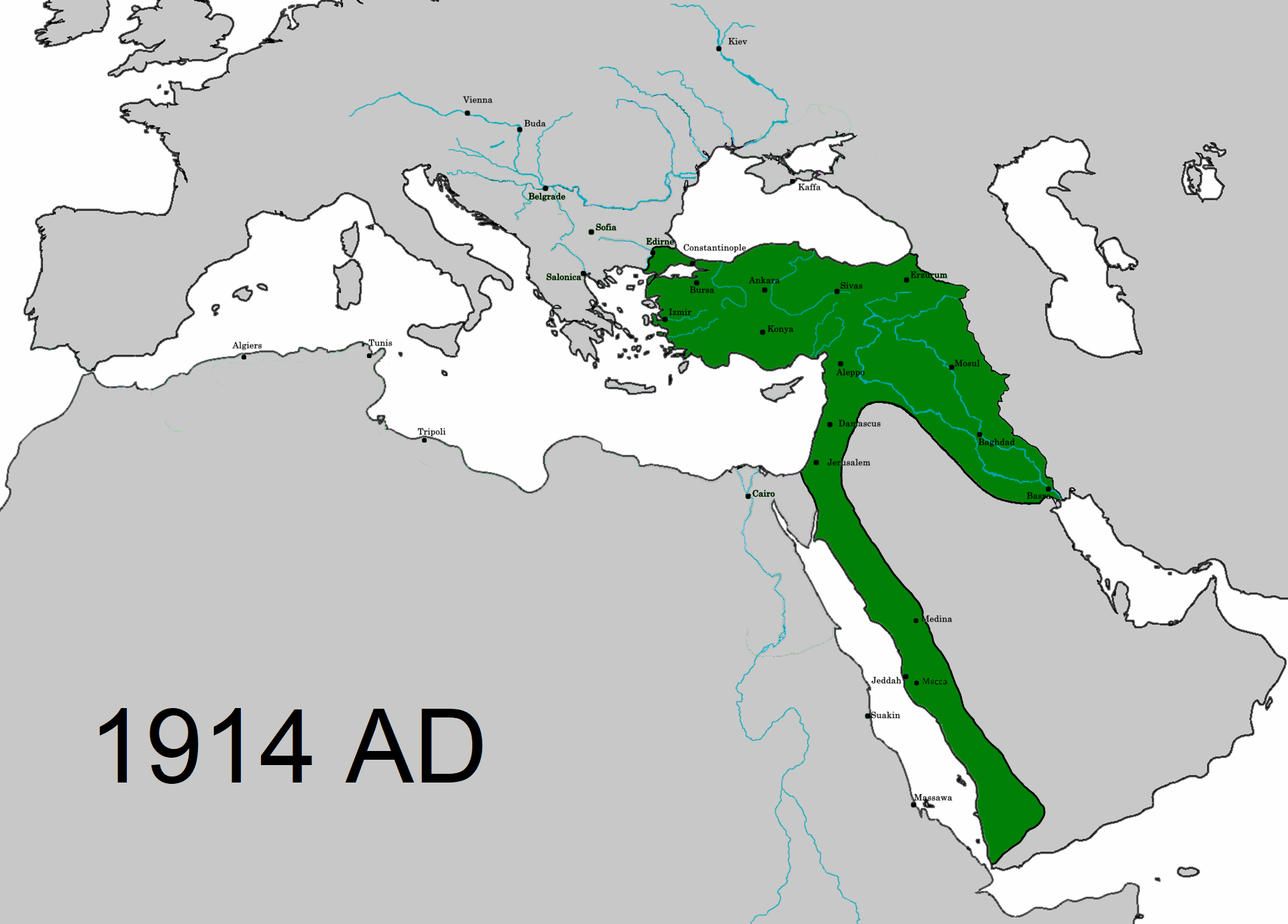
L'empire ottoman en 1914.

L'Émirat de Djebel Chammar est un ancien État du Moyen-Orient associé à l'Empire ottoman.
La république démocratique d'Azerbaïdjan est une république démocratique et laïque du Caucase existant de 1918 à 1920.
La république montagnarde du Caucase du Nord est une république associée aux puissances centrales se trouvant au nord de l'actuel Azerbaïdjan.